# Гонконг на зимних Олимпийских играх 2014
Гонконг принял участие в зимних Олимпийских играх 2014 года, которые проходили в Сочи с 7 по 23 февраля.
В составе делегации Гонконга три официальных лица и один спортсмен. Бартон Люй Пиньтао участвовал в соревнованиях по шорт-треку и занял 30 место. Также Бартон Люй Пиньтао стал знаменосцем Гонконга на Олимпийских играх.

## Результаты соревнований

### Шорт-трек
Мужчины
| Соревнование | Спортсмены         | Отборочный раунд | Отборочный раунд | Четвертьфинал        | Четвертьфинал        | Полуфинал            | Полуфинал            | Финал                | Финал                | Финал                | Итоговое место |
| Соревнование | Спортсмены         | Результат        | Место            | Результат            | Место                | Результат            | Место                | Название             | Результат            | Место                | Итоговое место |
| ------------ | ------------------ | ---------------- | ---------------- | -------------------- | -------------------- | -------------------- | -------------------- | -------------------- | -------------------- | -------------------- | -------------- |
| 1500 метров  | Бартон Люй Пиньтао | 2:22,139         | 5                | Завершил выступление | Завершил выступление | Завершил выступление | Завершил выступление | Завершил выступление | Завершил выступление | Завершил выступление | 30             |